# Turecko na Letních olympijských hrách 2008
Turecko se účastnilo Letní olympiády 2008. Zastupovalo ho 67 sportovců (48 mužů a 19 žen) v 12 sportech.

## Medailisté
| Medaile | Jméno                | Sport     | Soutěž                     |
| ------- | -------------------- | --------- | -------------------------- |
| Zlato   | Ramazan Şahin        | Zápas     | muži volný styl do 66 kg   |
| Stříbro | Elvan Abeylegesseová | Atletika  | Ženy 5000 metrů            |
| Stříbro | Elvan Abeylegesseová | Atletika  | Ženy 10000 metrů           |
| Stříbro | Azize Tanrıkulu      | Taekwondo | ženy do 57 kg              |
| Stříbro | Sibel Özkanová       | Vzpírání  | ženy do 48 kg              |
| Bronz   | Yakup Kılıç          | Box       | muži do 57 kg              |
| Bronz   | Servet Tazegül       | Taekwondo | muži do 68 kg              |
| Bronz   | Nazmi Avluca         | Zápas     | muži řecko-římský do 84 kg |